# زهرة الثلج

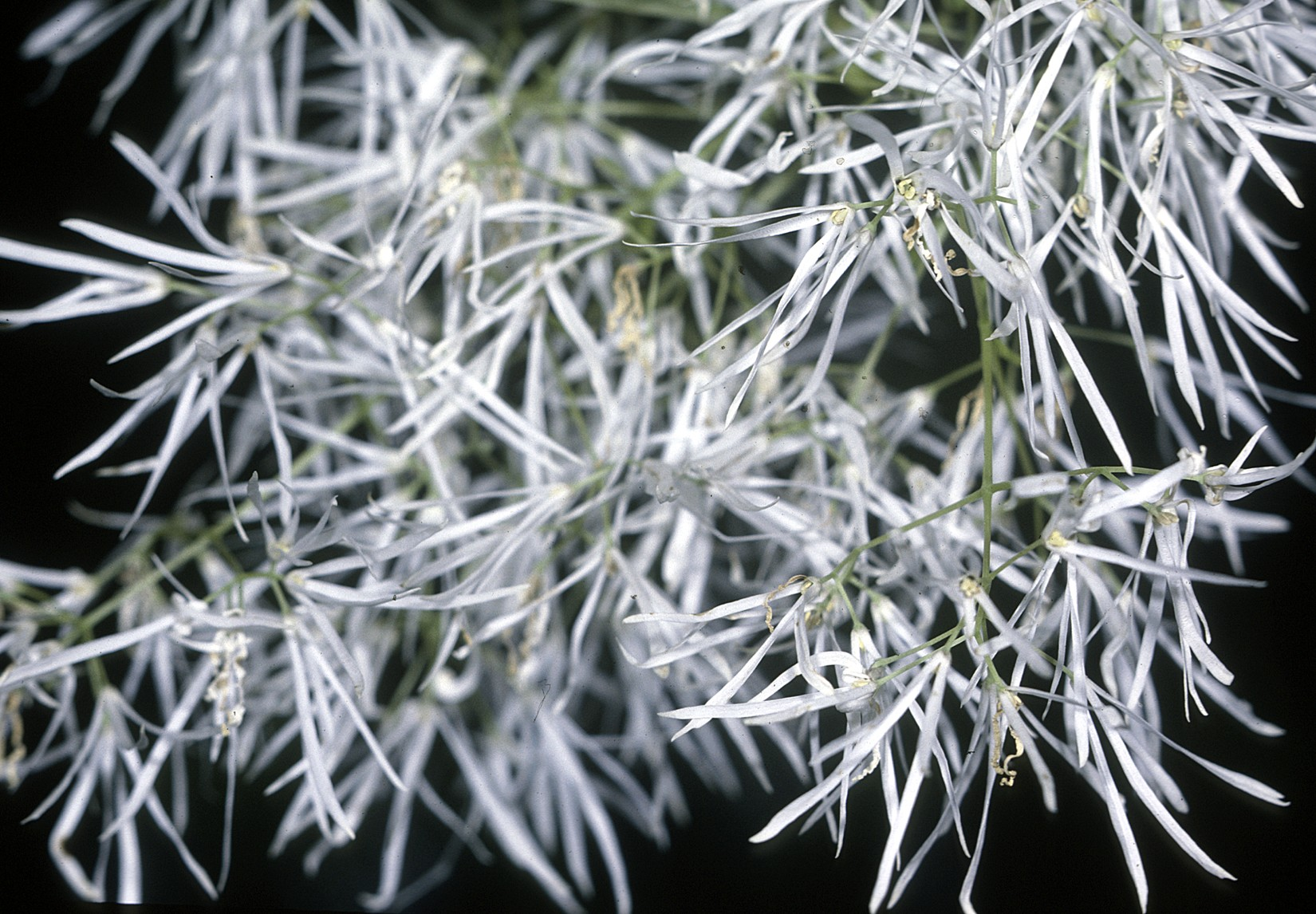

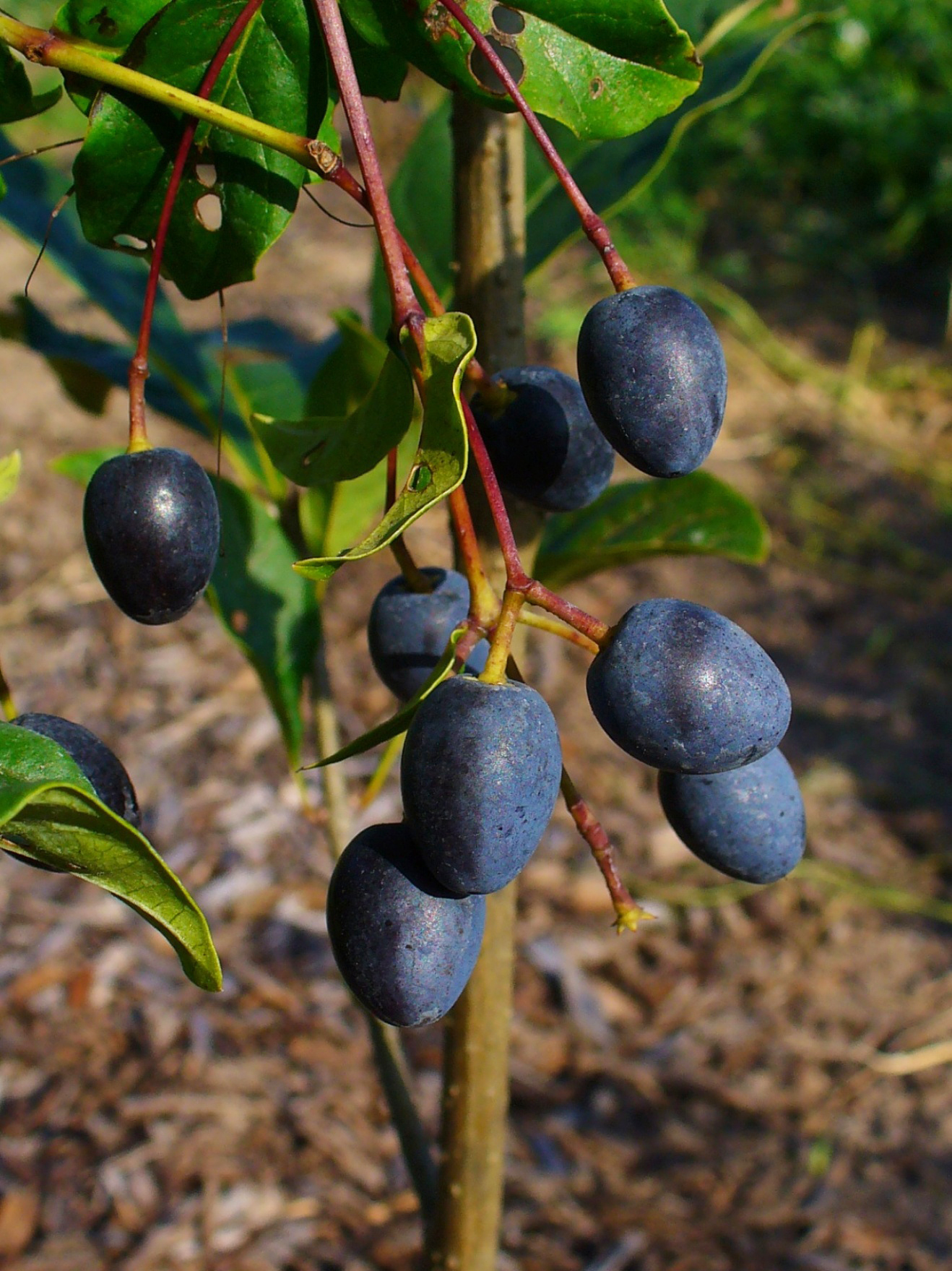

زهرة الثلج أو زرنبوك فيرجينية (الاسم العلمي Chionanthus virginicus)، شجرة تزيينية من فصيلة الزيتونيات تعلو نحو 10 أمتار. مهدها أمريكا الشمالية. تُزرع في الحدائق الأوروبية أحيانًا للزينة. حَمْلُها مُنبسط. أوراقها كبيرة، 8 إلى 20 سم وأكثر. أزهارها نقية اللون الأبيض، عطرية العَرْف، عنقودية، مُتدلية. الثمرة نَوَوِيَّة مُسودة اللون الأزرق. قشور الجذور وعَرَضِيًا قشرة الساق تحتوي على غلوكوسيد تركيبه (2H 2O C22 C23 O10). خصائصها مُدرة الصفراء مُبولة ومعرقة تفيد احتقان المجاري الصفراوية والإمساك.

## معرض صور

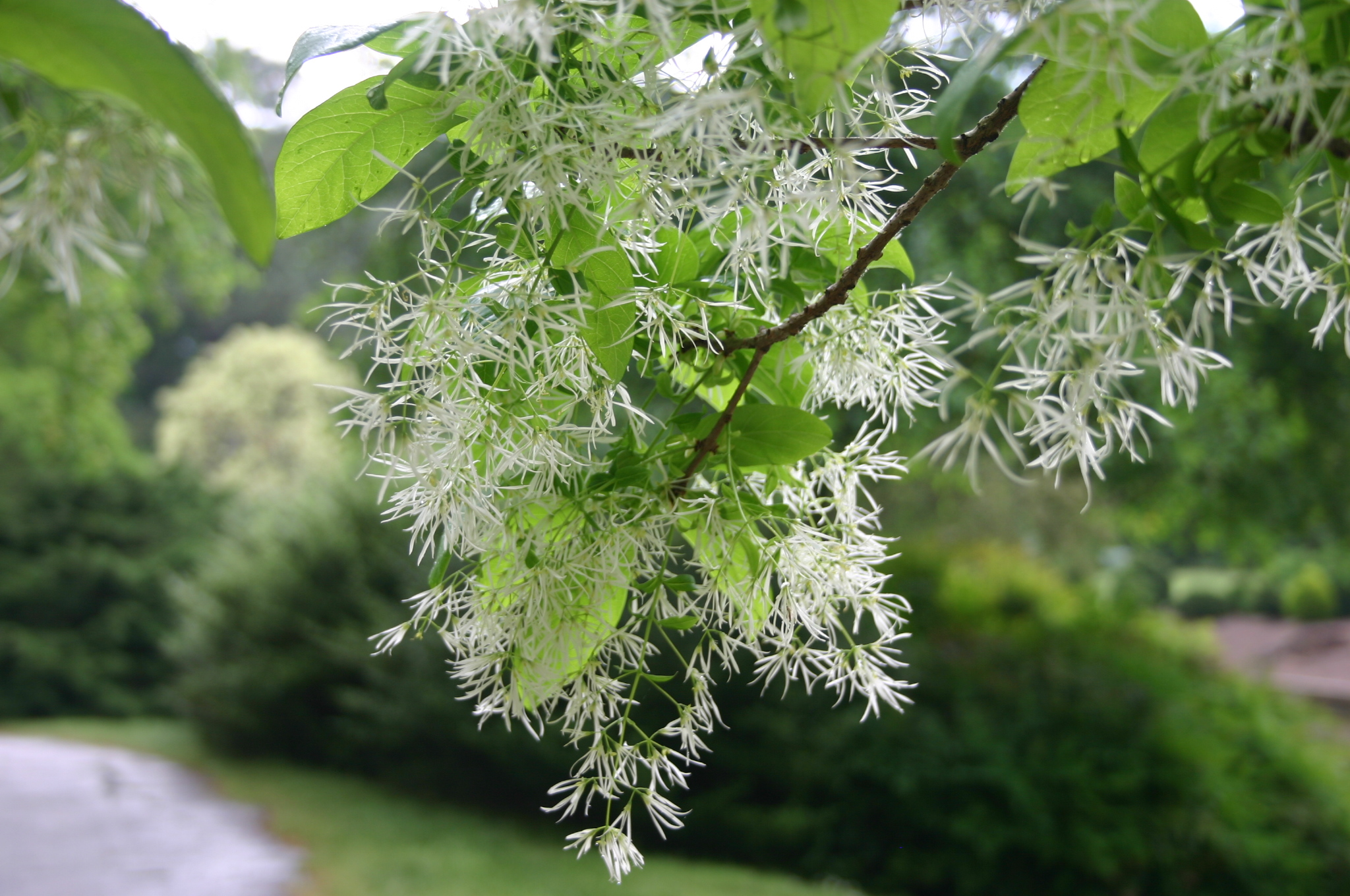
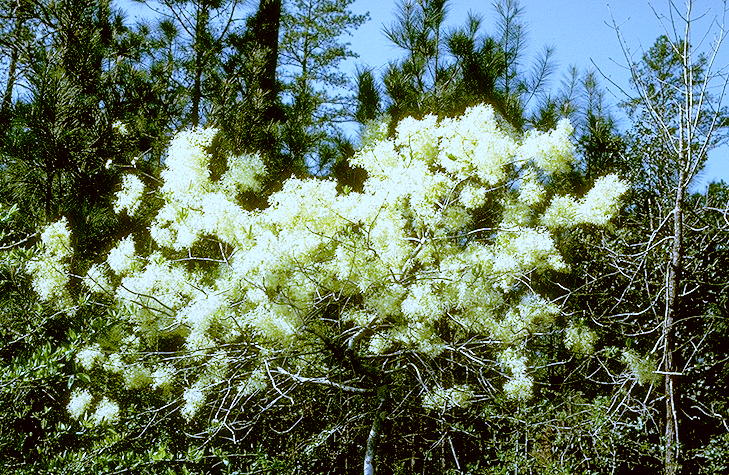
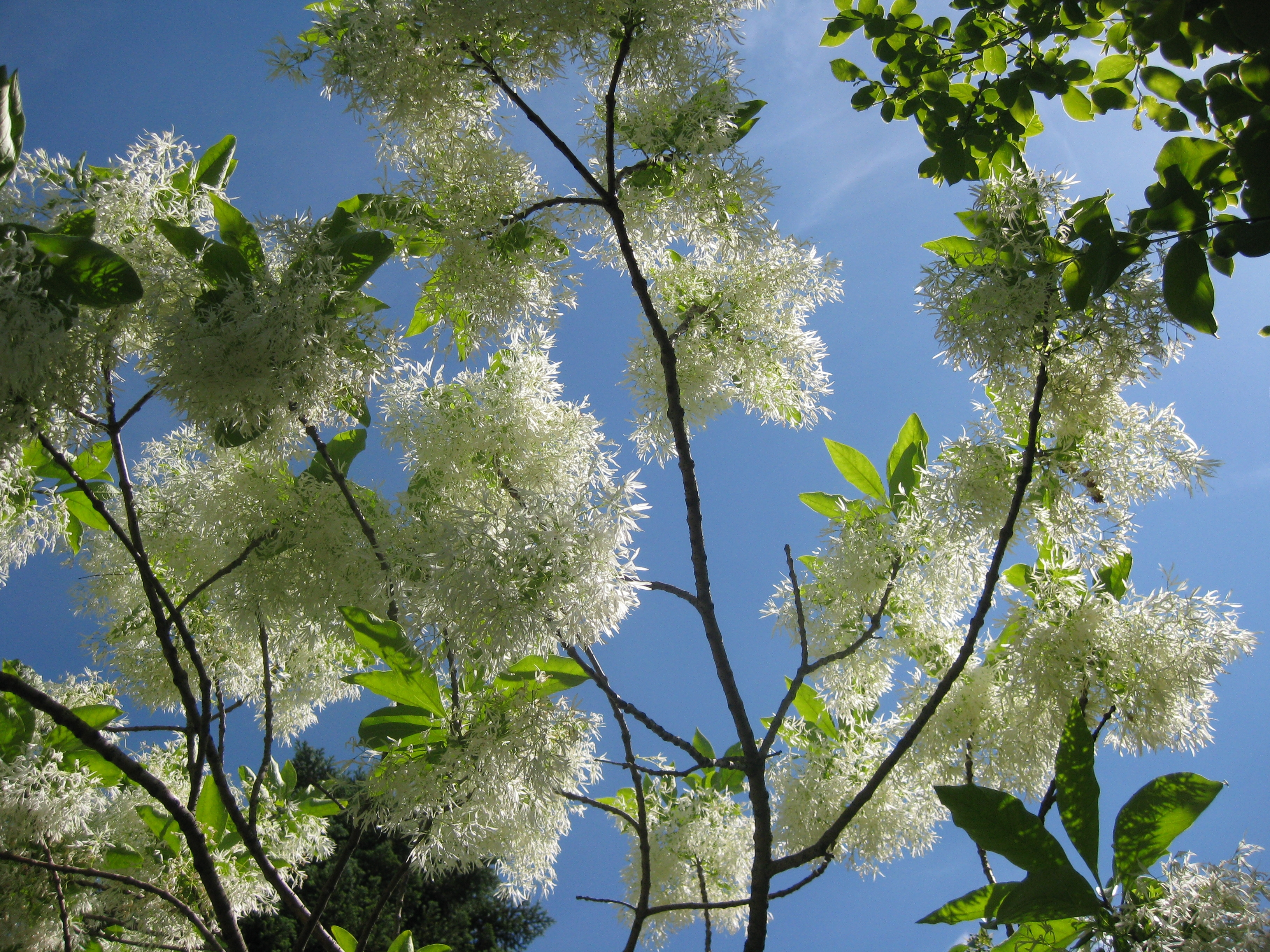
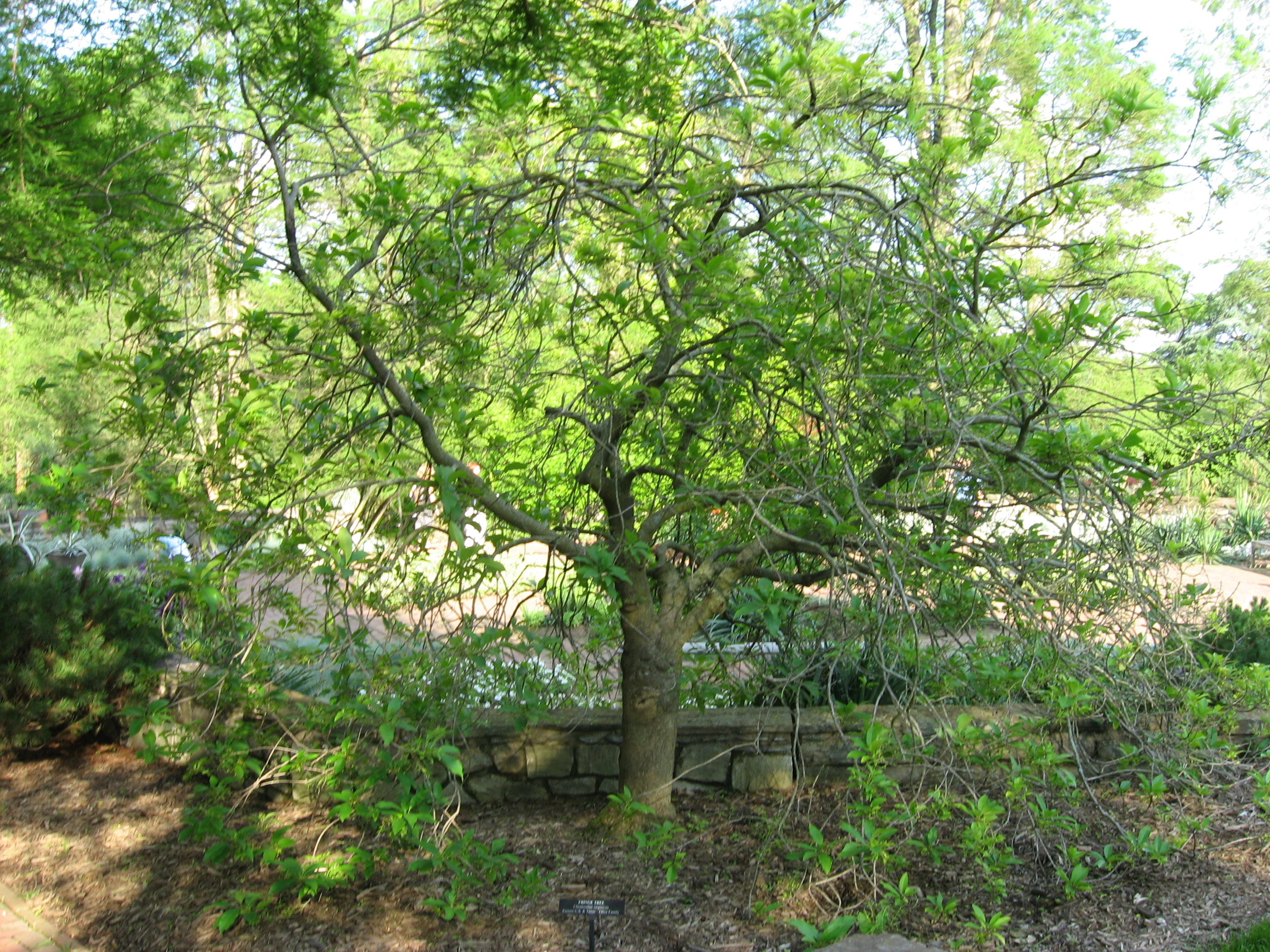